# スケーラー

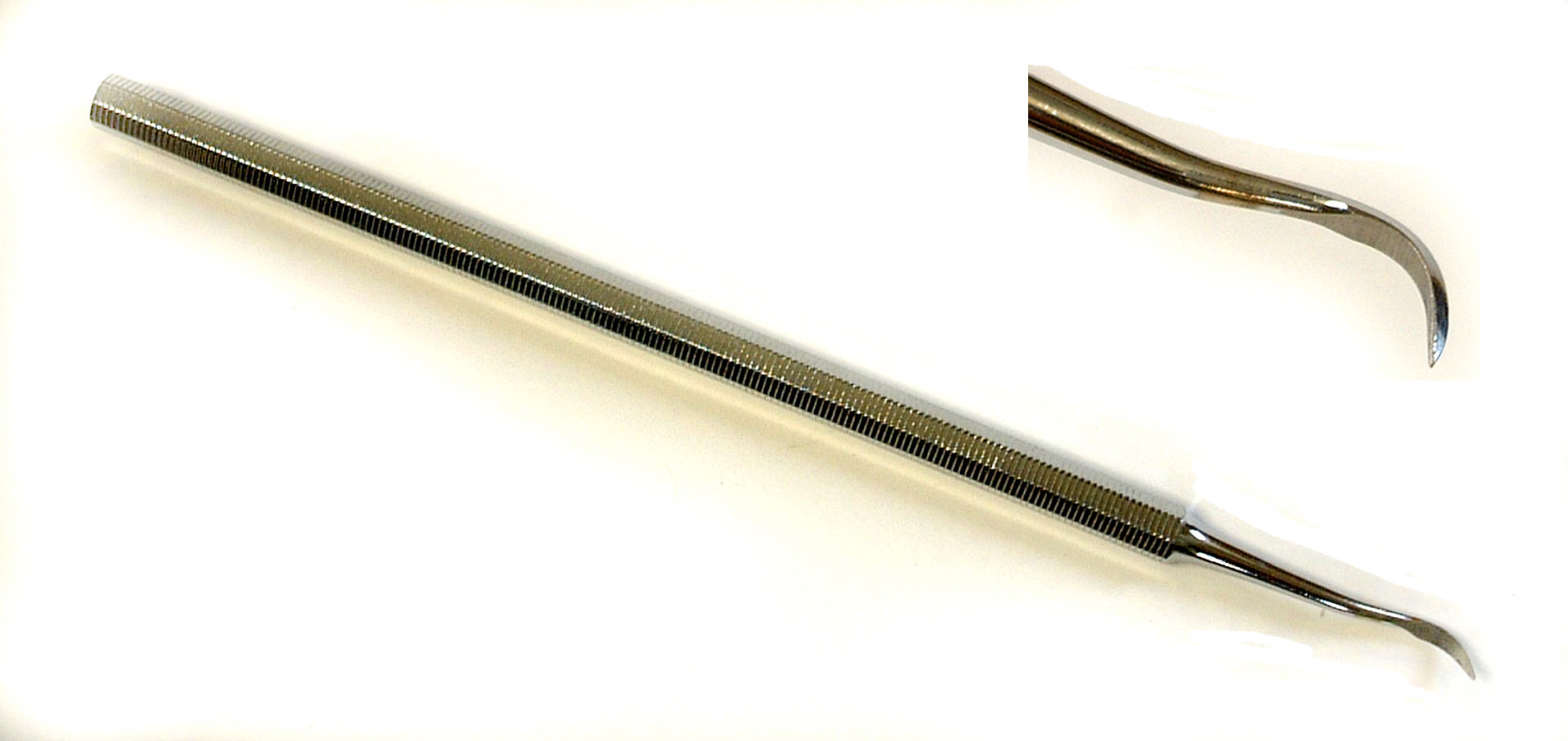
スケーラー

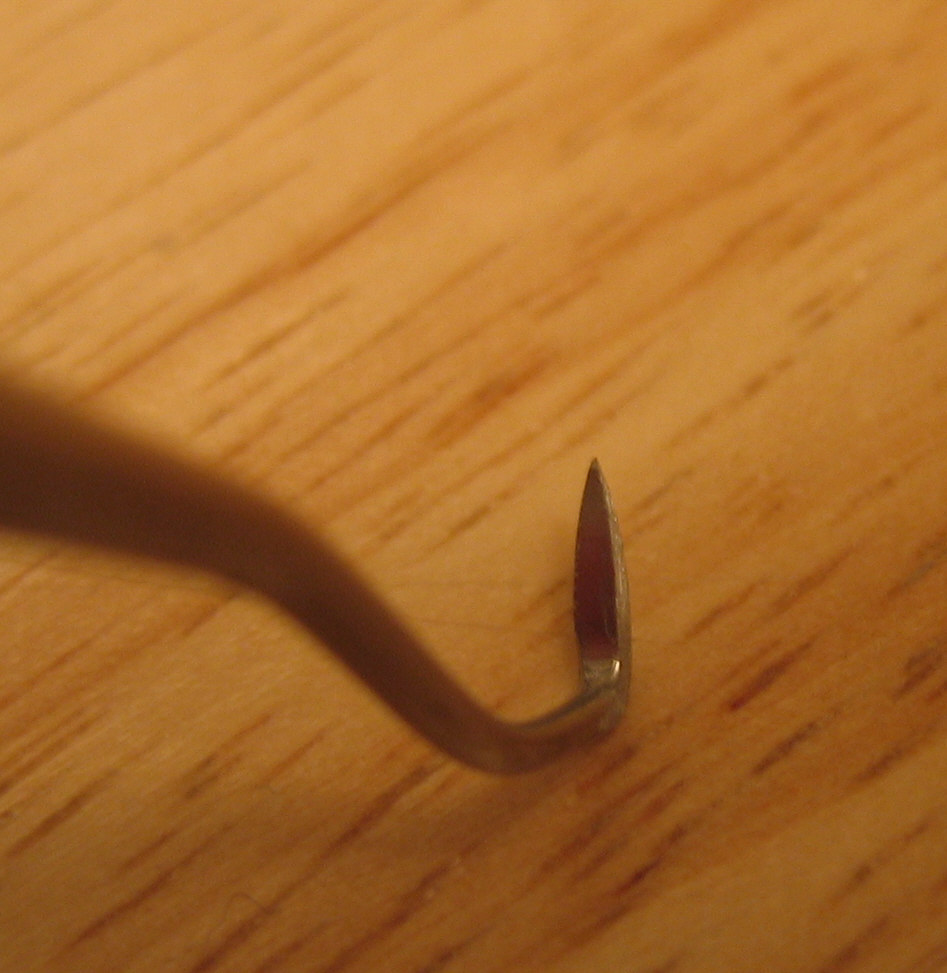
スケーラー

スケーラー (dental scaler) とは、主に歯石を除去するために用いられる歯科用器具である。スケーラーを用いる術式にはスケーリング・ルートプレーニング・歯周ポケット掻爬・歯周ポケット掻爬術などがある。

## スケーラーの種類

### 手用スケーラー
- 鎌型スケーラー (sickle type)
- 鍬型スケーラー (hoe type)
- 鋭匙型スケーラー (curret type)
- やすり型スケーラ (file type)
- のみ型 (chisel type)

### 超音波スケーラー
超音波スケーラーの原理は、超音波発生装置による電気振動を振動子で機械振動に変換して得られた高振動エネルギーをチップに伝達し、それで生じる微細振動を利用して、注水下で歯石を剥離破砕するものである。
短時間で多量の歯石除去が容易で、キャビテーション効果を期待できる他、術者患者の双方に負担が少ないメリットがあるが、セメント質にダメージを与える可能性や歯面との接触の感覚がラフである点がデメリットとされる。

### エアースケーラー
エアースケーラーの原理は、通常のエアータービンによる圧縮空気を応用し、チップに微振動を発生させて歯石を除去するものである。超音波スケーラーに比べると、歯石除去効果は低いが、歯面損傷が小さい特徴を持つ。ステインの除去効果については、APA systemに及ばないとする実験結果がある。